# شمعون غاريدي
شمعون غاريدي (بالعبرية: שמעון גרידי) (مواليد 1 ديسمبر 1912 - وفيات 16 يناير 2003) سياسي إسرائيلي شغل منصب عضو في الكنيست بين عامي 1951 و 1955.